# تئاتر ملی سلطنتی
تئاتر ملی سلطنتی (انگلیسی: Royal National Theatre) یک سالن تئاتر در لندن است.
این سالن که در سال ۱۹۷۶ تأسیس شده و در ناحیه ساوت بانک قرار دارد دارای چهار سالن با ظرفیت‌های ۱۱۶۰، ۸۹۰، ۴۰۰ و ۲۲۵ نفر است.

## نگارخانه

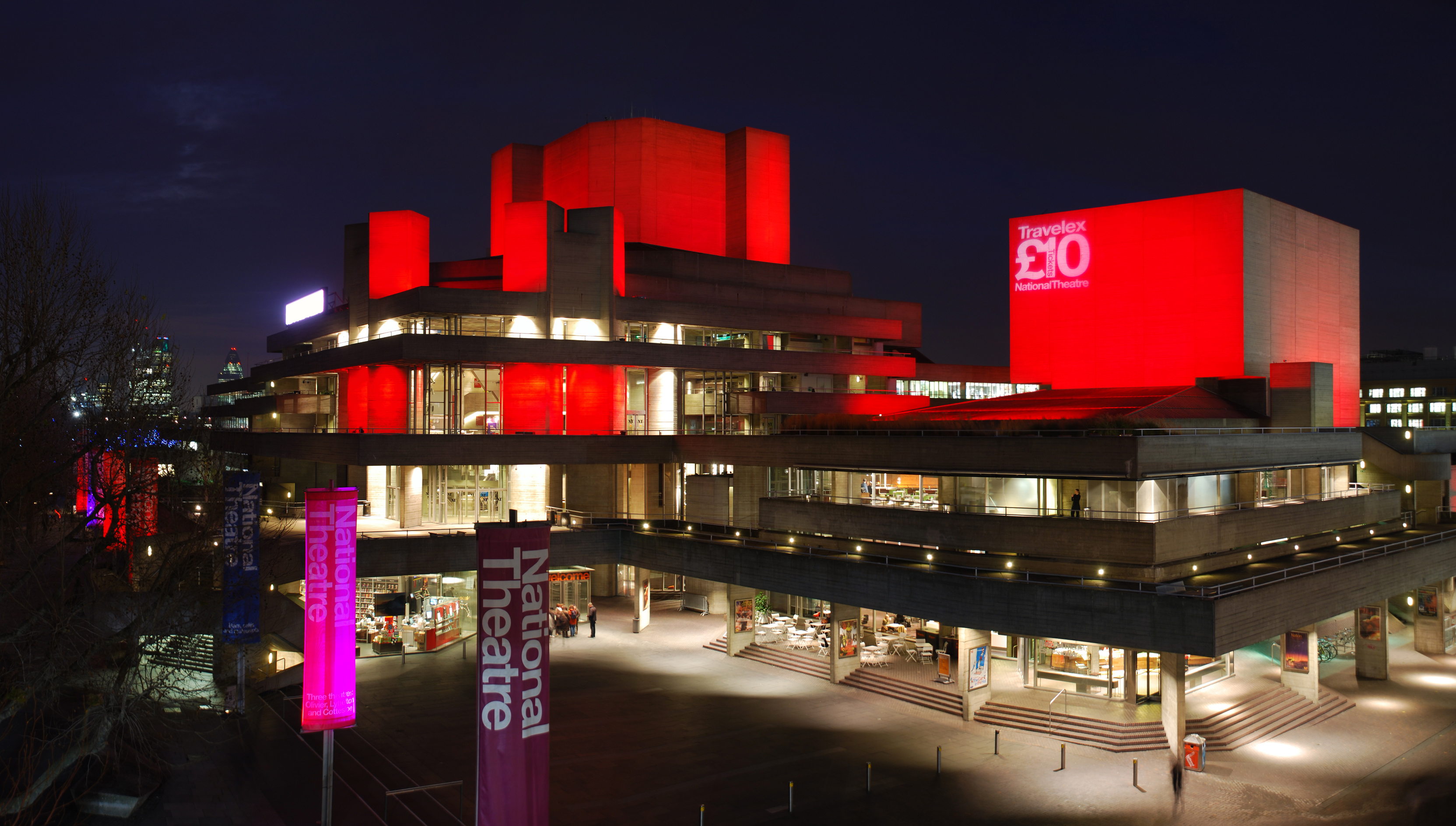
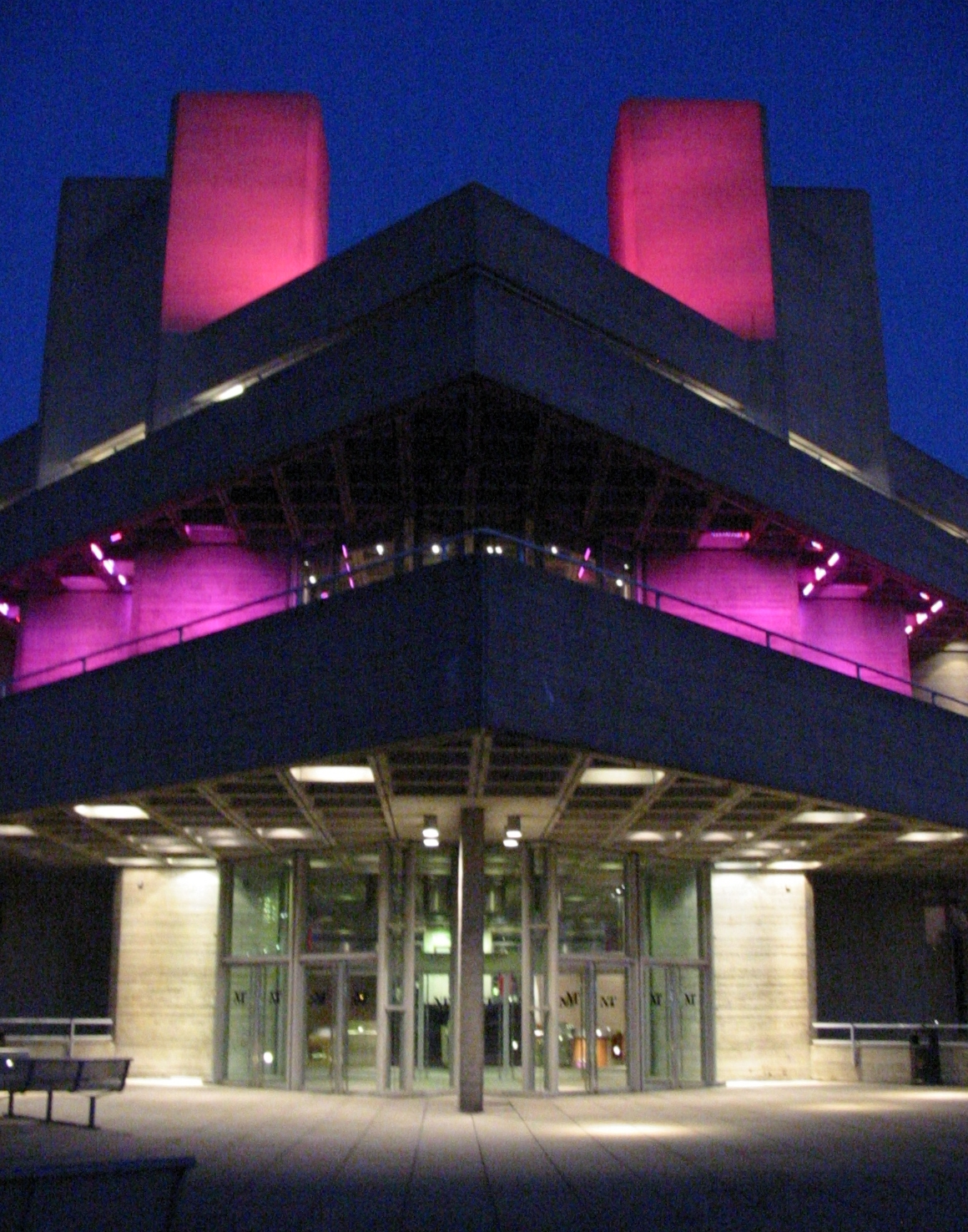
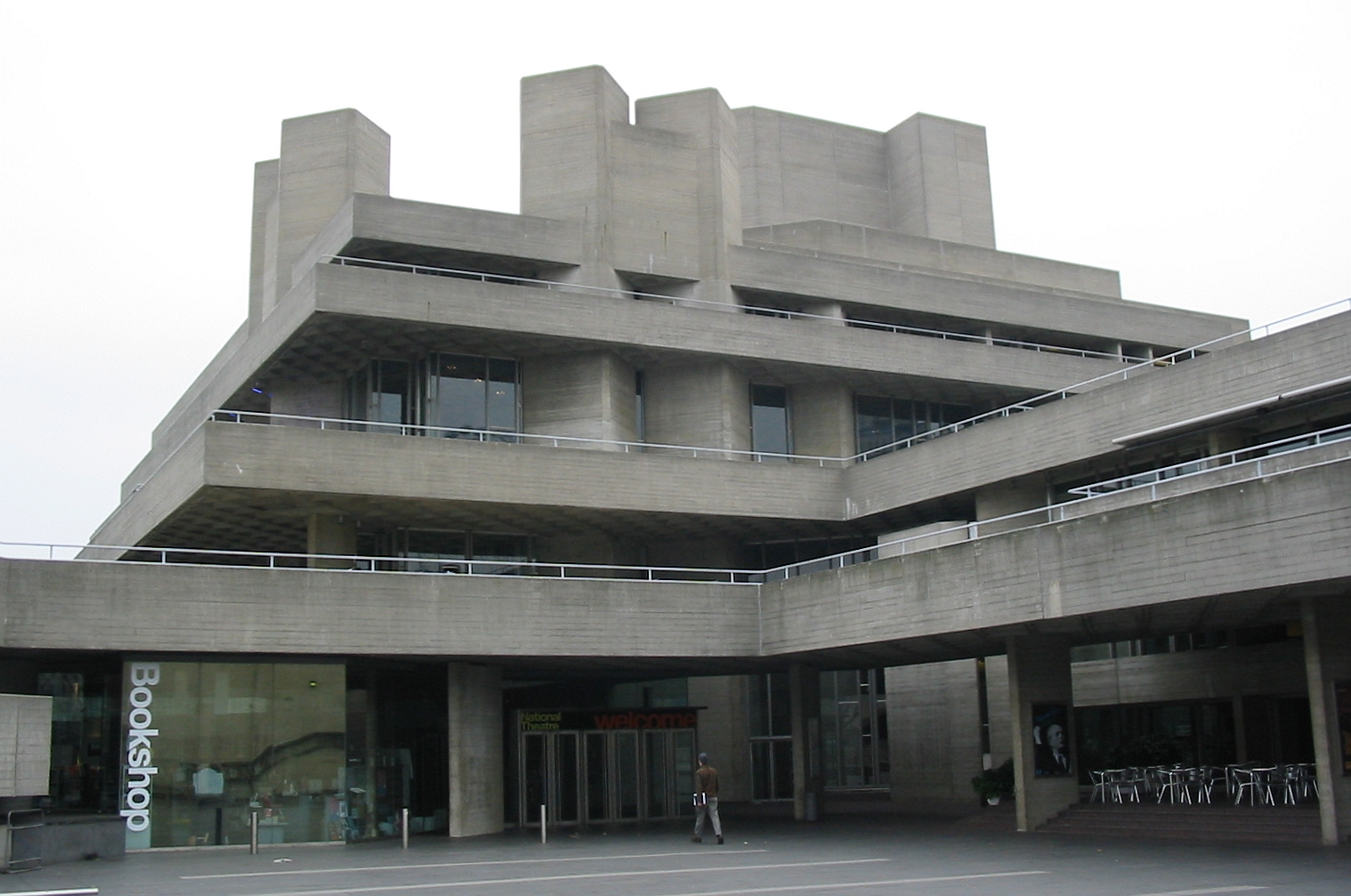
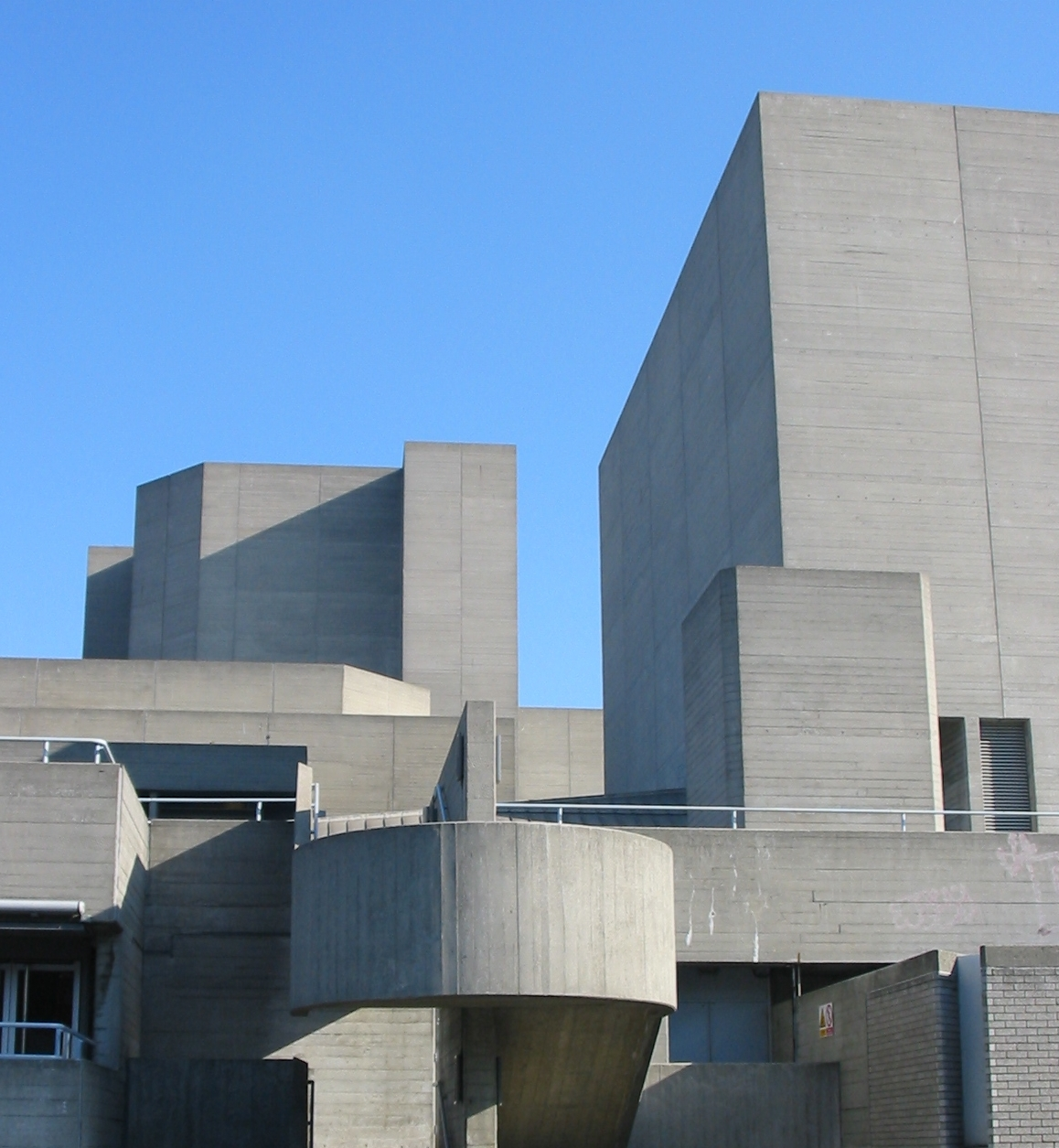
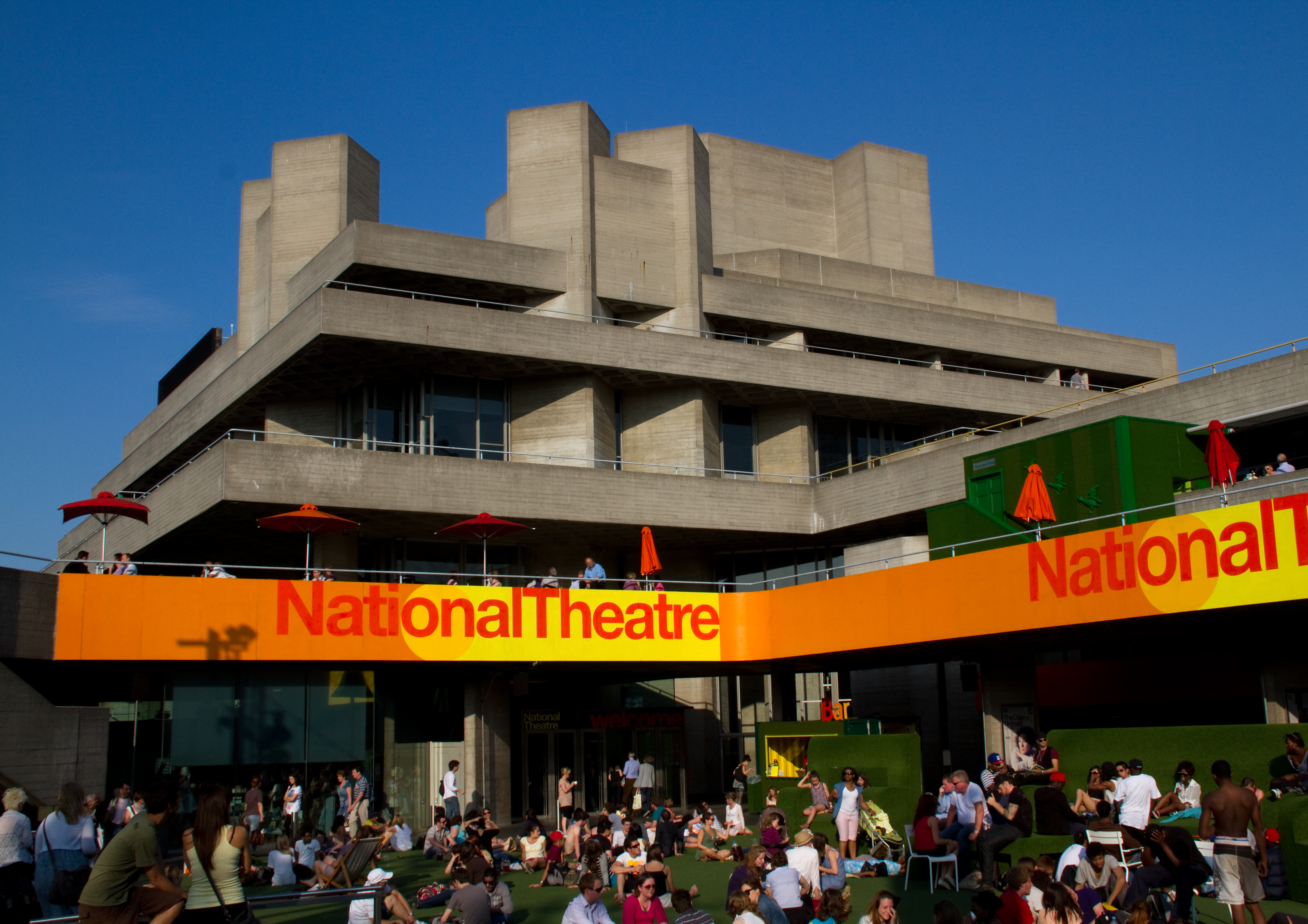

تئاتر ملی سلطنتی (اولین ساختمان سمت راست)